# فرانک بورگی
فرانک بورگی (انگلیسی: Frank Borghi; ۹ آوریل ۱۹۲۵ – ۲ فوریهٔ ۲۰۱۵) بازیکن فوتبال اهل ایالات متحده آمریکا بود.
وی همچنین در تیم ملی فوتبال ایالات متحده آمریکا بازی کرده‌است.